# Єфремов Микола Миколайович
Микола Миколайович Єфремов (нар. 22 лютого 1886, м. Суми, Харківська губернія, — 26 лютого 1947, Москва) — російський, радянський хімік, доктор хіміних наук (1936), викладач Санкт-Петербурзької хіміко-фармацевтичесної академії, професор, завідувач кафедрою неорганічної хімії Пермського університету (1932–1935), завідувач лабораторії фізико-хімічного аналізу органічних систем Інституту загальної та неорганічної хімії АН СРСР (з 1936), заслужений діяч науки і техніки РРФСР (1947).
Учень академіка Миколи Семеновича Курнакова. Один із засновників фізико-хімічного аналізу систем, утворених органічними сполуками. Розробник методу переробки карналлитов.

## Біографія
У 1911 році закінчив Петербурзький політехнічний інститут, де був учнем Миколи Семеновича Курнакова.
З 1919 року — професор Петроградського хіміко-фармацевтичного інституту.
З 1924 року — професор Уральського державного університету (з 1925 року — Уральський політехнічний інститут) у Свердловську.
У 1926 року — директор, в 1927—1929 роках — науковий керівник Центральної хімічної лабораторії Північного тресту хімічної промисловості в Свердловську.
В 1929—1930 роках — завідувач калійним відділом Уральського наукового хімічного інституту.
В 1932 році — професор Пермського (Березніковського) хіміко-технологічного інституту.
Після закриття хіміко-технологічного інституту в 1932 році очолює кафедру неорганічної хімії Пермського університету. Для вирішення виниклих проблем він залишає працю в університеті і їде спочатку в Березники, а потім — до Москви, де в 1936 році отримав ступінь доктора хімічних наук.
З 1936 року керував організованою ним лабораторією фізико-хімічного аналізу органічних систем Інституту загальної та неорганічної хімії АН СРСР.
У 1936—1939 роках — професор Московського інституту хімічного машинобудування.
У 1936—1940 роках — професор Московського поліграфічного інституту.

## Наукова діяльність
Один із засновників фізико-хімічного аналізу систем, утворених органічними сполуками.
Наукова діяльність М. Н. Єфремова керівником кафедри неорганічної хімії Пермського університету стала продовженням досліджень, розпочатих його попередником Н. А. Тріфоновим, і сприяла подальшому розвитку тематики кафедри: вивчення фазових рівноваг у водно-сольових, органічних і змішаних водно-органічних системах при різних умовах
Дослідивши калійні солі Верхньокамського родовища, розробив метод переробки карналлитов на солі калію і магнію. У липні 1932 року брав участь у зльоті ударників та виїзної сесії Академії наук СРСР з участю академіків М. С. Курнакова і Д. Н. Прянишникова, професорів П. І. Преображенського, А. Р. Бергмана та ін., де були обговорені плани науково-дослідних і будівельних робіт. Поїхавши до Москви, підтримував зв'язок з хіміками Пермського університету, одним з яких був В. Ф. Усть-Качкинцев.
Н. Н. Єфремов — автор простого способу вивчення мікроструктури сплавів органічних речовин.
Для встановлення фізико-хімічної природи взаємних поєднань органічних речовин він послідовно застосовував визначення фізичних властивостей в залежності від складу і розробив простий спосіб вивчення мікроструктури сплавів органічних речовин. Для вивчення кінетики фазових перетворень спільно з співробітниками запропонував метод микрокиносъемки в поляризованому світлі. Йому належать також роботи по галургії, мінеральної технології та аналітичної хімії.

## Різне
- Зарекомендував себе як хороший лектор. У квітні 1933 року на конкурсі лекторів в Пермському університеті найкращої професорської лекцією була визнана його лекція з неорганічної хімії[11].
- У пермський період своєї діяльності за завданням наркомату внутрішніх справ проводив закриті дослідження з наркотичними речовинами[12].

## Вибрані публікації
- Камфора і феноли // Журнал Російського фізико-хімічного товариства. Частина хімічна, 1913, т. 45, оп. 2.
- Про з'єднаннях пікринової кислоти з вуглеводнями // Вісті Інституту фізико-хімічного діалізу, 1919, т. 1, вип. 1.
- Тверді розчини вищих жирних кислот і тригліцеридів // Известия Сектору фізико-хімічного аналізу. Інститут загальної та неорганічної хімії. 1948, т. 16, вип. 3 (совм. з Г. Б. Равичем і В. А. Вольнової).[9]

## Нагороди
- Орден Трудового Червоного Прапора.
- Заслужений діяч науки і техніки РРФСР (1947).